# Hydrelia ferruginaria
Hydrelia ferruginaria là một loài bướm đêm trong họ Geometridae.